# Korytowo
Korytowo (deutsch Kürtow) ist ein Dorf in der Gmina Choszczno der polnischen Woiwodschaft Westpommern.
Korytowo liegt in der Neumark,  etwa elf Kilometer östlich  der Stadt Choszczno (Arnswalde) und 71 Kilometer südöstlich von Stettin.

## Geschichte
Kürtow wurde erstmals 1237 auf einer Urkunde des großpolnischen Herzogs Wladyslaw Odonicz erwähnt, in der er dem Johanniterorden das Gut Kürtow übertrug, das im Westen an den Besitz des Klosters Kolbatz grenzte.

## Söhne und Töchter des Ortes
- Christoph Heinrich von der Goltz (1663–1739), preußischer Generalleutnant, Chef des „Regiments Goltz zu Fuß“ und Kommandant von Magdeburg
- Julius Jordan (1813–1893), preußischer Beamter und Mitglied der Frankfurter Nationalversammlung
- Christoph-Adolf Fürus (1928–2022), deutscher Generalmajor des Heeres der Bundeswehr